# Арбатсько-Покровська лінія
Арбатсько-Покровська лінія — хронологічно друга і найдовша лінія Московського метрополітену. На схемах позначається синім кольором та числом .
Східна частина лінії («Щолковська» — «Партизанська») мілкого закладення з однією наземною станцією «Ізмайловська», західна частина («Митино» — «Слов'янський бульвар», не рахуючи ділянці, що прокладено Північно-Західним тунелєм також мілкого закладення з наземною станцією «Кунцевська». Середня частина («Семеновська» — «Парк Перемоги») глибокого закладення. За даними на 2002 рік щоденний пасажиропотік по лінії становить 951 200 чол.
Станція «М'якініно» — на середину 2010-х, побудована на кшталт Західних мультисервісних комерційних мегацентрів напівпідземна станція Московського метро, із загальною глибиною закладення 1,5 м (рівень підземної стоянки). «М'якініно» також є єдиною станцією всього метрополітену, розташованою в Московській області.
З будівництвом останнього перегону в 2009 р. Арбатсько-Покровська стала одночасно найдовшою і розтягнутою в плані інтервалів лінією Московського метро. До цього титул найдовшої лінії мала Серпуховсько-Тимірязєвська, чия протяжність на сьогодні поступається Арбатсько-Покровській лише на 2,5 км.

## Історія

### Хронологія
| Черга                                                                  | Дата відкриття  | Довжина            |
| ---------------------------------------------------------------------- | --------------- | ------------------ |
| Київська — Олександрівський сад, відокремлення від Сокольницької лінії | 13 березня 1938 | 4 км               |
| Олександрівський сад — Курська                                         | 13 березня 1938 | 4 км               |
| Курська — Партизанська                                                 | 18 січня 1944   | 7.1 км             |
| Електрозаводська                                                       | 15 травня 1944  | —                  |
| Площа Революції — Київська                                             | 5 квітня 1953   | +3.9 км −4 км *    |
| Партизанська — Першотравнева                                           | 24 вересня 1954 | 1.5 км             |
| Партизанська — Першотравнева                                           | 21 жовтня 1961  | +3.8 km −1.5 km ** |
| Першотравнева — Щолківська                                             | 22 липня 1963   | 1.6 км             |
| Київська — Парк Перемоги                                               | 6 травня 2003   | 3.2 км             |
| Парк Перемоги — Кунцевська                                             | 7 січня 2008    | 4.9 км             |
| Кунцевська — Крилатське відокремлення від Філівської лінії             | 7 січня 2008    | 4.3 км             |
| Крилатське — Строгіно                                                  | 7 січня 2008    | 6.6 км             |
| Слов'янський бульвар                                                   | 7 вересня 2008  | —                  |
| Строгіно — Митіно                                                      | 26 грудня 2009  | 6.6 км             |
| Митіно — П'ятницьке шосе                                               | 28 грудня 2012  | 1.5 км             |
| Загалом                                                                | 22 станції      | 45.1 км            |

* Після введення нового маршруту до станції Київська замість маршруту через Олександрівський сад
** При продовженні 1961 тимчасова станція Першотравнева була закрита, разом з дистанцією колії.

### Історія перейменувань
| Сучасна назва | Попередня назва    | Час актуальності попередньої назви |
| ------------- | ------------------ | ---------------------------------- |
| Ізмайловська  | Ізмайловський парк | з моменту спорудження в 1961–1963  |
| Партизанська  | Ізмайловська       | з моменту спорудження в 1944–1963  |
| Партизанська  | Ізмайловський парк | 1963 — 2005                        |
| Семенівська   | Сталінська         | з моменту спорудження в 1944–1961  |

## Пересадки
| # | Пересадка на лінію               | Зі станції                    | На станцію                               |
| - | -------------------------------- | ----------------------------- | ---------------------------------------- |
|   | Сокольницька лінія               | Арбатська                     | Бібліотека імені Леніна                  |
|   | Замоскворіцька лінія             | Площа Революції               | Театральна                               |
|   | Філівська лінія                  | Арбатська Київська Кунцевська | Олександрівський сад Київська Кунцевська |
|   | Кільцева лінія                   | Курська Київська              | Курська Київська                         |
|   | Калінінська лінія                | Парк Перемоги                 | Парк Перемоги                            |
|   | Серпуховсько-Тимірязєвська лінія | Арбатська                     | Боровицька                               |
|   | Люблінсько-Дмитровська лінія     | Курська                       | Чкаловська                               |
|   | Велика кільцева лінія            | Електрозаводська Кунцевська   | Рубцовська Можайська                     |
|   | Московське центральне кільце     | Партизанська Парк Перемоги    | Ізмайлово Кутузовська                    |

## Станції
|  | Назва станції        | Дата відкриття  | Пере- садки                                             | Глибина, м | Тип конструкції                         | Координати                                                              | Фото |
|  | -------------------- | --------------- | ------------------------------------------------------- | ---------- | --------------------------------------- | ----------------------------------------------------------------------- | ---- |
|  | П'ятницьке шосе      | 28 грудня 2012  |                                                         | −11        | колонна мілкого закладення двопрогінна  | 55°51′23″ пн. ш. 37°21′16″ сх. д. / 55.8563° пн. ш. 37.3544° сх. д.     |      |
|  | Митино               | 26 грудня 2009  |                                                         | −14        | односклепінна мілкого закладення        | 55°50′45″ пн. ш. 37°21′44″ сх. д. / 55.8457° пн. ш. 37.3622° сх. д.     |      |
|  | Волоколамська        | 26 грудня 2009  | Волоколамська                                           | −14        | колонна мілкого закладення трисклепінна | 55°50′07″ пн. ш. 37°22′56″ сх. д. / 55.8354° пн. ш. 37.3822° сх. д.     |      |
|  | М'якініно            | 26 грудня 2009  |                                                         | 0          | наземна, крита, однопрогінна            | 55°49′31″ пн. ш. 37°23′07″ сх. д. / 55.8252° пн. ш. 37.3852° сх. д.     |      |
|  | Строгіно             | 7 січня 2008    |                                                         | −8         | односклепінна мілкого закладення        | 55°48′14″ пн. ш. 37°24′11″ сх. д. / 55.8038° пн. ш. 37.4031° сх. д.     |      |
|  | Крилатське           | 31 грудня 1989  |                                                         | −9,5       | односклепінна мілкого закладення        | 55°45′24″ пн. ш. 37°24′29″ сх. д. / 55.7567° пн. ш. 37.4081° сх. д.     |      |
|  | Молодіжна            | 5 липня 1965    |                                                         | −6,5       | колонна мілкого закладення трипрогінна  | 55°44′27″ пн. ш. 37°25′00″ сх. д. / 55.7408° пн. ш. 37.4168° сх. д.     |      |
|  | Кунцевська           | 7 січня 2008    | Кунцевська Кунцево I                                    | 0          | наземна, відкрита                       | 55°43′51″ пн. ш. 37°26′45″ сх. д. / 55.7307° пн. ш. 37.4459° сх. д.     |      |
|  | Слов'янський бульвар | 7 вересня 2008  | Слов'янський бульвар                                    | −8,5       | односклепінна мілкого закладення        | 55°43′47″ пн. ш. 37°28′14″ сх. д. / 55.7296° пн. ш. 37.4706° сх. д.     |      |
|  | Парк Перемоги        | 6 травня 2003   | Парк Перемоги Поклонна                                  | −73,6      | пілонна трисклепінна                    | 55°44′10″ пн. ш. 37°31′06″ сх. д. / 55.7362° пн. ш. 37.5182° сх. д.     |      |
|  | Київська             | 5 квітня 1953   | Київська                                                | −38        | пілонна трисклепінна                    | 55°44′40″ пн. ш. 37°33′56″ сх. д. / 55.744339° пн. ш. 37.565509° сх. д. |      |
|  | Смоленська           | 5 квітня 1953   |                                                         | −50        | пілонна трисклепінна                    | 55°44′51″ пн. ш. 37°34′56″ сх. д. / 55.7474° пн. ш. 37.5823° сх. д.     |      |
|  | Арбатська            | 5 квітня 1953   | Бібліотека імені Леніна Олександрівський сад Боровицька | −41        | пілонна трисклепінна                    | 55°45′08″ пн. ш. 37°36′22″ сх. д. / 55.7522° пн. ш. 37.6061° сх. д.     |      |
|  | Площа Революції      | 13 березня 1938 | Охотний Ряд Театральна                                  | −33,6      | пілонна трисклепінна                    | 55°45′24″ пн. ш. 37°37′18″ сх. д. / 55.7566° пн. ш. 37.6216° сх. д.     |      |
|  | Курська              | 13 березня 1938 | Курська Чкаловська Москва-Пасажирська-Курська           | −30,7      | пілонна трисклепінна                    | 55°45′29″ пн. ш. 37°39′30″ сх. д. / 55.758039° пн. ш. 37.658204° сх. д. |      |
|  | Бауманська           | 18 січня 1944   |                                                         | −32,5      | пілонна трисклепінна                    | 55°46′23″ пн. ш. 37°40′50″ сх. д. / 55.7730° пн. ш. 37.6806° сх. д.     |      |
|  | Електрозаводська     | 15 травня 1944  | Електрозаводська                                        | −31,5      | пілонна трисклепінна                    | 55°46′54″ пн. ш. 37°42′13″ сх. д. / 55.7817° пн. ш. 37.7037° сх. д.     |      |
|  | Семенівська          | 18 січня 1944   |                                                         | −40        | колонно-пілонна трисклепінна            | 55°47′00″ пн. ш. 37°43′15″ сх. д. / 55.7833° пн. ш. 37.7208° сх. д.     |      |
|  | Партизанська         | 18 січня 1944   | Ізмайлово                                               | −9         | колонна мілкого закладення трипрогінна  | 55°47′19″ пн. ш. 37°45′02″ сх. д. / 55.7886° пн. ш. 37.7506° сх. д.     |      |
|  | Ізмайловська         | 21 жовтня 1961  |                                                         | 0          | наземна, відкрита                       | 55°47′16″ пн. ш. 37°46′53″ сх. д. / 55.7878° пн. ш. 37.7814° сх. д.     |      |
|  | Первомайська         | 21 жовтня 1961  |                                                         | −7         | колонна мілкого закладення трипрогінна  | 55°47′41″ пн. ш. 37°47′57″ сх. д. / 55.7948° пн. ш. 37.7993° сх. д.     |      |
|  | Щолковська           | 22 липня 1963   |                                                         | −8         | колонна мілкого закладення трипрогінна  | 55°48′34″ пн. ш. 37°47′55″ сх. д. / 55.8094° пн. ш. 37.7986° сх. д.     |      |

## Депо і рухомий склад

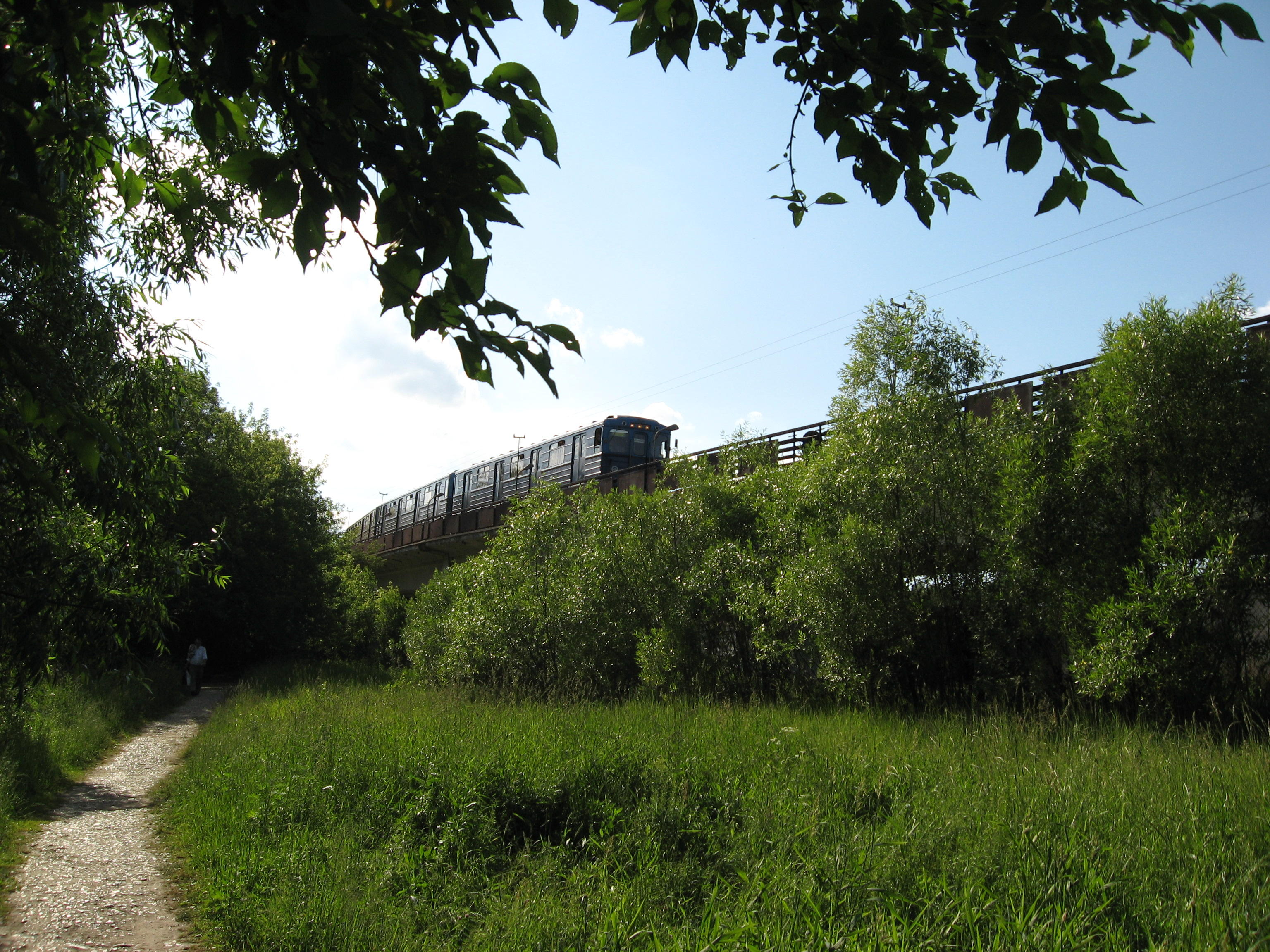
Наземна дистанція Арбатсько-Покровської лінії в Ізмайлівському парку

### Депо, що обслуговували лінію
| Депо        | Роки обслуговування  |
| ----------- | -------------------- |
| «Сокіл»     | 1938—1941, 1942—1950 |
| «Північне»  | 1941—1942            |
| «Ізмайлово» | з 1950               |
| «Філі»      | 2008—2018            |
| «Митино»    | з 2016               |

### Кількість вагонів у потягах
| Кількість вагонів | Роки                 |
| ----------------- | -------------------- |
| 4                 | 1938—1947            |
| 6                 | 1947—1970            |
| 7                 | 1970—2010, 2015—2018 |
| 5 (типу «Русич»)  | з 2006               |

На 2010 рік, на лінії задіяно близько 300 вагонів.

### Типи вагонів, що використовуються на лінії
| Тип вагонів            | Роки                                                                 |
| ---------------------- | -------------------------------------------------------------------- |
| А, Ам                  | 1938 — 4 лютого 1975                                                 |
| Б, Бм                  | 1938 — 4 лютого 1975                                                 |
| Г                      | 1941—1950, 1954—1958, 1970 — 4 лютого 1975 (сьомий у складі з Ам/Бм) |
| Д                      | 1973 — 2 липня 1995                                                  |
| Е                      | 1990—2005; лютий-квітень 2008 (вагон Е № 3605)                       |
| Еж                     | 1990 — 9 серпня 2010                                                 |
| 81-740.1/741.1 «Русич» | з 26 грудня 2006                                                     |
| 81-740.4/741.4 «Русич» | з вересня 2009                                                       |
| 81-760/761 «Ока»       | з 23 вересня 2015—2018                                               |

З 9 серпня 2010 р типу вагони Ем і Еж були виведені з регулярної лінійної пасажирської експлуатації. Декілька складів з вагонів даного типу значилися у резерві ще до грудня 2010 р.
З 23 вересня 2015 р почалася тимчасова експлуатація вагонів моделі 81-760/761 «Ока», яка завершилася в серпні 2018 року.

## Перспективи
- На перегоні між станціями «Крилатське» та «Строгіно» залишений заділ під станцію «Троїце-Ликово», яку планували добудувати, коли на цьому місці побудують житловий масив. На 2017 рік станція працює як технічна платформа, ніяких актуальних планів по її добудування немає.
- За станцією «Строгіно» були залишені заділи під організацію кросплатформової пересадки на проектовану лінію з Москва-Сіті.
- По Генплану є можливість продовження східного радіусу лінії від станції «Щолковська» в район Гольяново.

## Цікаві факти
- Найглибша станція в Московському метрополітені — «Парк Перемоги» (84 м).
- Найдовший перегін в Московському метрополітені — «Крилатське» — «Строгіно», відстань 6625 м.
- На станції «Площа Революції» розташовані 76 бронзових скульптур робітників, селян, солдатів, матросів, школярів тощо. Існує повір'я, що найкращий спосіб скласти іспит — потерти ніс бронзового пса у «Прикордонника із собакою». Також люди загадують бажання, залишаючи монетки у лапок курки в однієї зі скульптур.
- Арбатсько-Покровська лінія пов'язана з Фільовською лінією трьома пересадочними вузлами: між станціями «Олександрівський сад» і «Арбатська» Арбатсько-Покровської лінії, між двома «Київськими» і двома «Кунцевськими». Це пов'язано з історичним розвитком двох ліній-дублерів. З цим же пов'язана і той факт, що на лініях існують дві пари станцій з однаковими назвами («Арбатська» і «Смоленська»), між якими відсутній перехід.
- При будівництві лінії на перегоні «Площа Революції» — «Курська» проектом було передбачено спорудження станції «Хмельницька» з організацією пересадки на станцію «Китай-город» Калузько-Ризької і Тагансько-Краснопресненської ліній. Ця станція присутня в Генплані, але з урахуванням великої складності та високої вартості будівництва станції на діючому перегоні вона навряд чи буде побудована в найближчому майбутньому.